# Lynnette Cole
Lynnette Cole-O'Nan (née le 9 février 1978 à Columbia dans le Tennessee) est une animatrice de télévision et mannequin américaine élue Miss USA en 2000. Elle est âgée de 21 ans la première fois qu'elle remporte la couronne nationale.

## Biographie
Cole possède des origines portoricaines. À l'âge de dix ans, elle est placée en foyer d'accueil avec son frère aîné avant d'être adoptée par Gail et Larry Cole, un couple parents adoptifs déjà de plusieurs enfants d'ethnies différentes.

## Concours
Cole participe à son tout premier concours en 1995 et remporte le titre de Miss Tennessee Teen USA. Elle est classée comme l'une des six finalistes au concours de Miss Teen USA cette même année, et remporte le titre de Miss Photogenic. Cole remporte plus tard en 1997 le titre de Miss Teen All American.
À la suite de ses titres de Miss Tennessee USA et Miss USA 2000, Cole devient candidate au concours de Miss Universe, tenu à Nicosie, à Chypre plus tard cette même année. Sa performance lui permet de devenir l'une des cinq finalistes. En tant que Miss USA, Cole est représentante de la Miss Universe Organization.
Après avoir remporté le titre de Miss USA, Cole devient présentatrice de télévision sur les chaînes NBC, CMT, ESPN, MTV, VH-1 et apparaît de temps à autre dans le programme As the World Turns. Elle est également apparue dans plusieurs publicités. Cole épouse Michael O'Nan de Tampa, et participe au marché de l'import/export.